# جيف ليندسي
جيفري بي. فروندتش (بالإنجليزية: Jeff Lindsay)‏ (بالإنجليزية: Jeffry P. Freundlich) وهو كاتب مسرحيات ومؤلف روايات غموض وجريمة واسم شهرته جيف ليندسي، ولد في 14 يوليو 1952. واشتهر جيف بتأليفه سلسلة روايات ديكستر مورغان. والكثير من أعماله المبكرة قام بتأليفها مع زوجته هيلاري همنغواي. والجدير بالذكر أن زوجته هي ابنه الكاتب والمؤلف الأمريكي الشهير إرنست همنغواي. وقد ولد جيف ليندسي في ميامي وتخرج من مدرسة رانسوم ايفرجليدز عام 1970، وتخرج من كلية ميدلبري في 1975. .
وقد أصدر أولى أجزاء روايات سلسلة ديكستر بعنوان «ديكستر الغامض الحالم» والذي أراد ليندسي تسميتها بـ فني لطخات الدم -وهو اسم اقترحته عليه ابنته الوسطى- إلا أنه اختلف مع الناشر في الاسم. وقد حصلت الرواية على جائزة إدغار الأمريكية في فئة أفضل أول عمل روائي غموض للمؤلف. إلا أن الجائزة أُسقطت منه بعد علم الفريق بأنه قام بنشر أعمال له مسبقاً في التسعينيات ولكن باسمٍ مختلف -جيفري بي. فروندتش-.
وقد انتهى ليندسي من العمل على تأليف الرواية السابعة من ديكستر والتي كانت بعنوان ديكستر القطع الأخير. وقد صدرت في سبتمبر 2013.

## كتب غير روائية
- الصيد مع همنغواي: مبنية من قصص ليستر همنغواي (2000).

## الروايات
- المنخفض الاستوائي صدرت في 1994.
- أرض الأحلام صدرت في 1995.
- خلاط الوقت صدرت في 1997.
- أحلام الطفل صدرت في 1998.

سلسلة روايات ديكستر
- ديكستر الغامض الحالم صدرت في 2004.
- ديكستر المكرس لأحبائه صدرت في 2005.
- ديكستر في الظلمة صدرت في 2007.
- ديكستر والتصميم صدرت في 2009.
- ديكستر اللذيذ صدرت في 2010.
- ديكستر المزدوج صدرت في 2011.
- ديكستر القطع الأخير صدرت في 2013.
- ديكستر ميت صدرت في 2015.

## روابط خارجية
- جيف ليندسي على موقع IMDb (الإنجليزية)
- جيف ليندسي على موقع ميوزك برينز (الإنجليزية)
- جيف ليندسي على موقع قاعدة بيانات الفيلم (الإنجليزية)